# 11141 Jindrawalter
11141 Jindrawalter eller 1997 AX14 är en asteroid i huvudbältet som upptäcktes den 12 januari 1997 av de båda tjeckiska astronomerna Miloš Tichý och Jana Tichá vid Kleť-observatoriet. Den är uppkallad efter den tjeckiske fysikern Jindřich Walter.
Asteroiden har en diameter på ungefär 5 kilometer.